# ボヘミア (小惑星)
ボヘミア (371 Bohemia) は小惑星帯に位置する標準的な小惑星。フランスの天文学者、オーギュスト・シャルロワによってニースで発見された。
チェコ西部を指す地域名「ボヘミア」にちなんで名づけられた。